# Szunda-szigeteki füleskuvik
A szunda-szigeteki füleskuvik (Otus lempiji) a madarak (Aves) osztályának a bagolyalakúak (Strigiformes) rendjéhez, ezen belül a bagolyfélék (Strigidae) családjához tartozó faj.

## Rendszerezése
A fajt Thomas Horsfield írta le 1821-ben, a Srix nembe Srix lempiji néven. Szerepelt a hindu füleskuvik (Otus bakkamoena) alfajaként Otus bakkamoena lempiji néven is.

## Alfajai
- Otus lempiji lempiji (Horsfield, 1821) - a Maláj-félsziget északi és középső része, Szumátra déli része, Bangka, Jáva, Bali és Borneó
- Otus lempiji cnephaeus - a Maláj-félsziget déli része
- Otus lempiji kangeanus (Mayr, 1938) - Szumátra északi és középső része
- Otus lempiji lemurum (Deignan, 1957) - Sarawak (Borneó északi részén)
- Otus lempiji kangeanus - Kangean sziget (a Jávai-tengeren) [2]

## Előfordulása
Délkelet-Ázsiában, Brunei, Indonézia, Malajzia és Szingapúr honos. Természetes élőhelyei a szubtrópusi és trópusi száraz erdők, síkvidéki és hegyi esőerdők, valamint ültetvények, vidéki kertek és városi régiók. Magassági vonuló.

## Megjelenése
Testhossza 20 centiméter, testtömege 100-120 gramm.
|  |

## Természetvédelmi helyzete
Az elterjedési területe rendkívül nagy, egyedszáma pedig stabil. A Természetvédelmi Világszövetség Vörös listáján nem fenyegetett fajként szerepel.

## További információ
- Képek az interneten a fajról
- Xeno-canto.org - a faj hangja és elterjedési területe